# Álvaro García Linera
Álvaro Marcelo García Linera, més conegut com a Álvaro García Linera   (Cochabamba, 19 d'octubre de 1962) és un sociòleg i polític retirat bolivià, trenta-vuitè vicepresident de Bolívia des del 22 de gener de 2006 fins a la seva dimissió forçada després del cop d'estat de novembre de 2019. García Linera va formar part dels tres governs del president Evo Morales.

## Joventut, família i educació
Álvaro García Linera va néixer a la ciutat de Cochabamba el 19 d'octubre de 1962. Prové d'una família en la qual la seva mare, Mary Linera Pareja, va criar als seus quatre fills: María del Carmen, Raúl, Mauricio i Álvaro, el menor, treballant d'assalariada a la Corporació Boliviana de Foment. García Linera va afirmar en una entrevista realitzada el 1999 que prové d'una família de «classe mitjana» en el terreny cultural però de «classe baixa» en el terreny econòmic. Va ser la seva mare qui va prioritzar la formació dels seus fills. Va rebre educació primària al col·legi Don Bosco a Cochabamba i al col·legi Domingo Savio de La Paz, i va estudiar la secundària i el batxillerat al col·legi San Agustín de Cochabamba amb una beca durant quatre anys.
La seva joventut va quedar marcada amb la lectura de l'obra de Marx i Lenin. Considera clau en la construcció del seu pensament els esdeveniments de novembre de 1979 amb el primer setge aimara a La Paz i el bloqueig de camins organitzat per la Central Sindical Única de Treballadors Camperols de Bolívia (CSUTCB) liderada per Genaro Flores. Aquesta va ser la seva primera aproximació a la qüestió indígena i l'influí profundament.
Amb el suport de la seva mare i la seva germana va viatjar voluntàriament a Mèxic, l'any 1981, on va iniciar la carrera de matemàtiques mentre treballava per a pagar-se els estudis. Va ingressar a la Facultat de Ciències de la Universitat Nacional Autònoma de Mèxic. Allí va conèixer a la seva primera esposa, la mexicana Raquel Gutiérrez, implicada en el moviment de solidaritat d'El Salvador. Influït per les guerrilles indígenes camperoles d'El Salvador, Guatemala i pel moviment sandinista, va tornar al seu país sense concloure els estudis i va dictar classes a les universitats bolivianes.

## Participació a la guerrilla indigenista (1985-1992)
Va tornar a Bolívia el 1984 amb Raquel Gutiérrez i van establir contacte amb dirigents camperols i miners, entre ells Felipe Quispe, fundador del Moviment Indígena Túpac Katari el 1978, qui els va introduir a les comunitats aimara. Amb Quispe va ser cofundador de l'Exèrcit Guerriller Túpac Katari (EGTK) el 1986 —organització creada per mitjà del pacte amb diferents grups, entre ells aimares i quítxues, a més de joves mestissos de classe mitjana i obrers— amb el propòsit de treballar en el marc ideològic de conciliar la teoria del katarisme i el marxisme, generant una praxi «revolucionària-comunitària» i realitzant esforços per articular grups ètnics i socials tradicionalment confrontats en virtut del racisme social imperant. Van instal·lar la seu central a la província d'Omasuyos.
El 1988 va participar en l'organització de comunitats indígenes i camperoles de base, els «Ayllus Rojos», la influència dels quals es va estendre als departaments de Potosí, Sucre i el Chapare. En aquest període va escriure articles polemitzant amb els sectors trotskistes i maoistes presents als congressos miners i camperols. El 1985 va publicar el seu primer llibre.

## 1992-1997: detenció a la presó de Chonchocoro
El 10 d'abril de 1992 va ser detingut a El Alto pels serveis secrets del govern de Jaime Paz Zamora —la seva esposa, la sociòloga mexicana Raquel Gutiérrez Aguilar, va ser detinguda un dia abans igual que altres membres de l'EGTK— acusat d'insurrecció i terrorisme, després d'haver estat atrapat, «suposadament», quan destruïa torres elèctriques en una zona rural propera a la ciutat de La Paz, una acusació que mai no va ser provada.
Tots ells foren enviats davant del jutge el 15 d'abril, cinc dies després del termini legal màxim per a tal efecte. Segons la denúncia, se'ls mantéingué incomunicats i sotmesos a tortures i vexacions. Segons declaracions posteriors sota tortura, el van obligar a signar una declaració que hauria estat elaborada per l'equip d'interrogadors. Amnistia Internacional va denunciar les detencions i les tortures a les quals van ser sotmesos.
Fou confinat al costat dels principals dirigents de l'EGTK a la presó de Chonchocoro, de forma preventiva, durant cinc anys, García Linera va estudiar sociologia de manera autodidacta —no va obtenir el títol de graduat després de ser alliberat— i va continuar treballant sobre la teoria marxista plasmant la seva reflexió en el llibre Forma Valor, Forma Comunidad. Aproximación teórica-abstracta a los fundamentos civilizatorios, publicat mentre romania detingut, prologat des de la presó d'Obrajes el febrer de 1995 per Raquel Gutiérrez Aguilar i del que posteriorment s'han realitzat diverses edicions.
L'abril de 1997, encara sense sentència, Álvaro García i altres membres de l'EGTK són alliberats. El mateix any, Evo Morales és triat diputat uninominal. Una cop en llibertat va reprendre el seu activisme per crear una estructura política que permetés avançar en l'objectiu de la presa del poder per un bloc popular. Amb relació a aquest cas, la Cort Interamericana de Justícia va admetre una demanda per violació de drets humans contra els membres de l'EGTK.

## 1997-2006
Després del seu alliberament, al costat de Luis Tapia, Raúl Prada i Raquel Gutiérrez van formar el grup Comuna, per a desenvolupar un espai de reflexió acadèmic de combat contra la ideologia neoliberal. Paral·lelament, va ser designat professor de Sociologia de la Universitat Mayor de San Andrés, on inicià un debat acadèmic amb destacats intel·lectuals com Felix Patzi, al mateix temps que realitzà recerques relacionades amb la condició de la classe obrera a Bolívia.

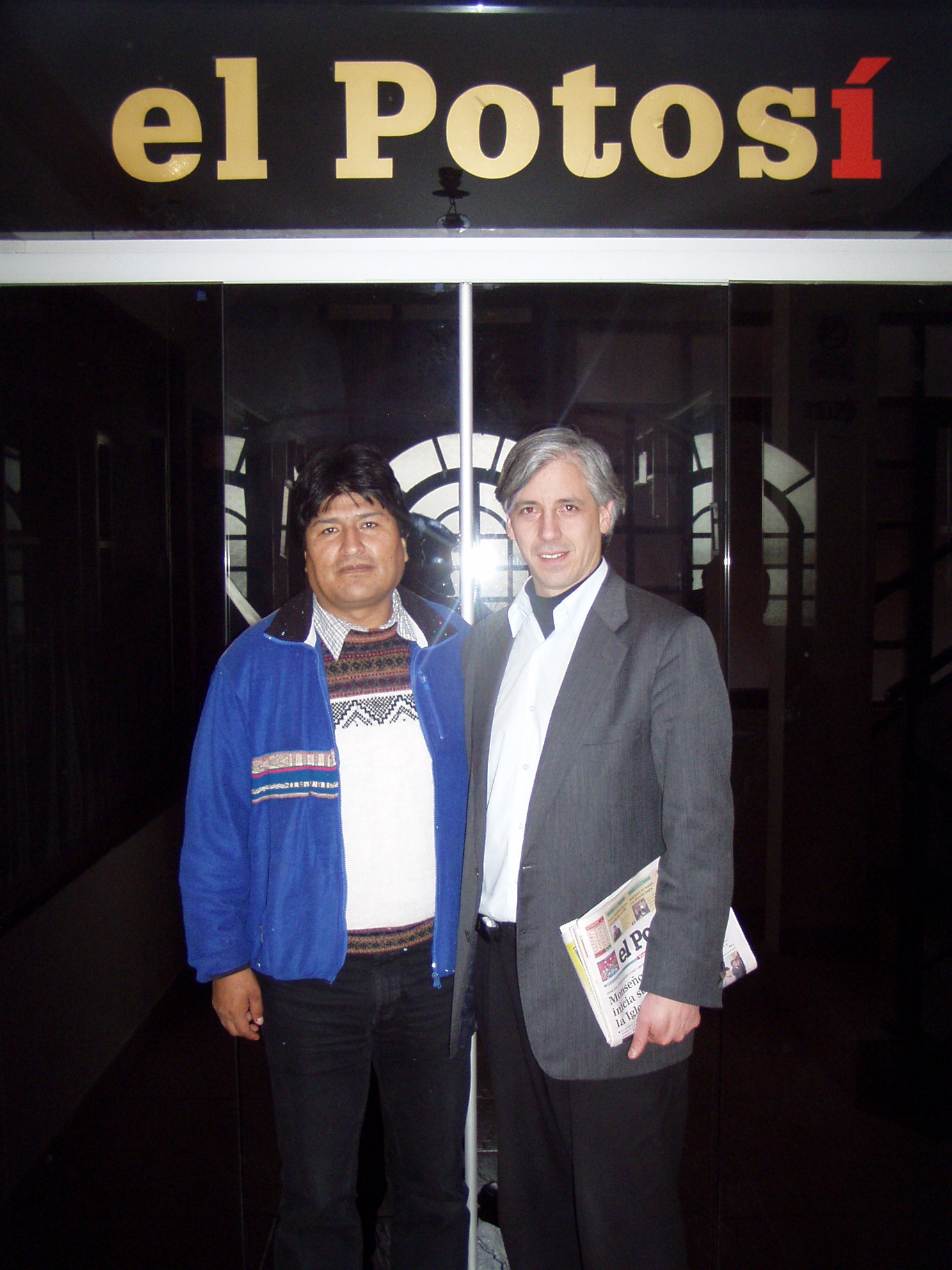
Evo Morales i García Linera al periòdic El Potosí l'any 2005

El gener del 2000 va conèixer en persona a Evo Morales durant l'anomenada Guerra de l'aigua a Cochabamba. La segona vegada que es van trobar va ser a l'abril quan va esclatar la protesta per l'alça de les tarifes. Més tard, Morales el va convidar a fer una conferència per als sindicats dels productors de coca.
Al Tròpic van conrear la seva amistat i els cocalers es van convertir en objecte d'anàlisi de García Linera, qui acudia a les assemblees populars. També va aportar teoria i directrius ideològiques als membres del Moviment al Socialisme (MAS) i, en col·laboració amb el grup Comuna, el MAS va dissenyar la proposta de govern amb la intenció de presentar-se a les eleccions presidencials de desembre de 2005. A pocs mesos dels comicis, Morales li va proposar formar part de la seva candidatura com a «vicepresidenciable», fet que va acceptar. El desembre de 2005, Evo Morales va guanyar per majoria absoluta amb un 54% de vots les eleccions presidencials de Bolívia.

## 2006-2019: vicepresident de Bolívia
García Linera ha estat un dels membres més actius del govern de Morales, en concordança amb el seu corrent ideològic, l'anomenat «marxisme comunal», i com a principal teòric governamental ha traçat gran part de l'estratègia política del govern bolivià.
Durant el seu mandat, des de la vicepresidència ha alimentat la reflexió teòrica acadèmica del procés acompanyant la pràctica política. Des de desembre de 2008, la vicepresidència de Bolívia organitza seminaris internacionals sota el denominador «Pensant el món des de Bolívia». Entre els intel·lectuals que han participat en aquests seminaris es troben David Harvey, Antonio Negri, Michael Hardt, Slavoj Žižek.
El desembre de 2016 va anunciar que no formaria dupla electoral amb Evo Morales per a les eleccions de 2019. Va expressar la seva intenció d'implicar-se més en «la batalla de les idees», encara que va assegurar que seguirà acompanyant el president Evo «en totes les batalles futures».

## Controvèrsies
Entre les persones que més ha qüestionat públicament a García Linera es troba Felipe Quispe, amb qui va compartir els primers anys de lluita en el moviment indígena i adversari polític d'Evo Morales. Tots dos van participar a principis del 1990 a l'Exèrcit Guerriller Túpac Katari, que va efectuar atemptats terroristes, així com robatoris de remeses. Quispe ha denunciat que quan García Linera i el seu germà van ser detinguts l'abril de 1992 van donar informació a les forces de seguretat sobre l'organització.

## Vida personal
La primera esposa d'Álvaro García Linera va ser la mexicana Raquel Gutiérrez Aguilar. Tots dos es van conèixer el 1984 mentre eren estudiants de matemàtiques a la Facultat de Ciències de la Universitat Nacional Autònoma de Mèxic i van compartir els ideals de la rebel·lió armada. El 1992 tots dos van ser detinguts a Bolívia per la seva relació amb l'Exèrcit Guerriller Tupaj Katari. Raquel Gutiérrez va ser la seva companya durant quinze anys des de 1984 fins a la seva separació el 1999.
El 8 de setembre de 2012, García Linera es va casar amb la periodista paceña de 24 anys Claudia Fernández Valdivia. Les noces es van celebrar amb un ritu aimara al centre arqueològic de Tiwanaku. Entre els convidats estaven els premis Nobel Rigoberta Menchú i Adolfo Pérez Esquivel, a més de ministres, ambaixadors, personalitats de la cultura i autoritats aimares. L'endemà, García Linera es va casar davant una notaria civil i posteriorment mitjançant el ritu catòlic a la Basílica de San Francisco de La Paz. L'abril de 2017 va néixer la seva primera filla, Alba García Fernández.

## Premis i reconeixements
- 2004: Premi en Ciències Socials Agustín Cueva per l'Escola de Sociologia i Ciències Polítiques de la Universitat Central de l'Equador.[27]
- 2018: Doctor honoris causa de la Universitat d'Aquino Bolívia (UDABOL)

## Publicacions
Álvaro García Linera és autor d'una àmplia bibliografia:
Llibres
- Democracia, Estado, Revolución. Antología de textos políticos, Tafalla. Editorial Txalaparta, 2016.
- Sociología de los movimientos sociales en Bolivia, La Paz, Diakonia, Oxfam y Plural, 2004.
- Procesos de trabajo y subjetividad en la formación de la nueva condición obrera en Bolivia, La Paz, Programa de las Naciones Unidas para el Desarrollo (pnud), 2000. Reproletarización. Nueva clase obrera y desarrollo del capital industrial en Bolivia (1952-1998), La Paz, Comuna y Muela del Diablo, 1999.
- Las armas de la utopía, La Paz, Postgrado en Ciencias del Desarrollo (ci des), umsa, Umbrales y Punto Cero, 1996.
- Forma valor y forma comunidad de los procesos de trabajo, La Paz, Quipus, 1995.
- De demonios escondidos y momentos de revolución. Marx y la revolución social en las extremidades del cuerpo capitalista, La Paz, Ofensiva Roja, 1991.
- Crítica de la nación y la nación crítica, La Paz, Ofensiva Roja, 1989.
- Introducción al Cuaderno Kovalevsky de Karl Marx, La Paz, Ofensiva Roja, 1989.
- Introducción a los estudios etnológicos de Karl Marx, La Paz, Ofensiva Roja, 1988.